# Lord Infamous
Lord Infamous, de son vrai nom Ricky Dunigan, est un rappeur américain né le 17 novembre 1973 à Memphis (Tennessee) et mort le 20 décembre 2013 dans la même ville. Il est l'un des membres fondateurs du groupe Three 6 Mafia.

## Biographie
Ricky Dunigan naît le 17 novembre 1973,. Il est le demi-frère de DJ Paul. Il commence à rapper en 1989 sous le pseudonyme Scarecrow, puis Lord Infamous,. En 1991, il co-fonde le groupe The Backyard Posse avec DJ Paul et Juicy J. Le groupe change ensuite de nom pour Triple Six Mafia d'après une phrase de Lord Infamous, puis devient Three 6 Mafia,,. Il sort neuf albums avec le groupe tout au long de sa carrière. En 1994, il sort son premier album solo, Lord of Terror. En 1998, il fait partie du groupe éphémère Tear da Club Up Thugs, réunissant la formation originale de Three 6 Mafia (DJ Paul, Juicy J et lui-même), pour l'album CrazyNDaLazDayz.
Durant sa vie, il connaît des problèmes de toxicomanie et fait plusieurs tentatives de suicide.
En 2006, il se voit obligé de quitter Three 6 Mafia à la suite d'une condamnation pour possession illégale d'arme à feu, en raison d'une clause dans le contrat du groupe avec Sony Music Entertainment. Il est emprisonné en conséquence de cette condamnation.
Après sa sortie de prison, Lord Infamous monte son propre label avec le rappeur II Tone, appelé Black Rain Entertainment,. En 2007, il sort son premier album sur ce label, The Man, the Myth, the Legacy. Précédemment habitué à travailler avec DJ Paul et Juicy J à la production, il change cette fois-ci de coéquipiers pour travailler avec les producteurs DJ Sound, Jae Bino et Enigma. Il invite également II Tone, La Chat, T-Rock et Da Crime Click à rapper dessus. RapReviews estime qu'avec cet album, Lord Infamous « trouve un terrain musical qui semble atteindre une sorte d'attrait commercial ». Le site lui donne une note de 8/10.
En 2009, il sort l'album Blood Money, produit par Mossberg. Il y invite Chamillionaire. RapReviews lui attribue une note de 5/10.
En 2010, il est victime d'un infarctus du myocarde.
En 2013, il sort un album solo, Scarecrow tha Terrible Part 2. En octobre 2013, il sort l'album Voodoo. En novembre 2013, il participe à la mixtape 6ix Commandments, au sein du groupe Da Mafia 6ix, réunissant la quasi entièreté de la formation de Three 6 Mafia. La reformation de Three 6 Mafia au sein de ce nouveau groupe est principalement de l'initiative de Lord Infamous,.

## Mort et carrière posthume
Le 20 décembre 2013, il meurt d'un infarctus du myocarde durant son sommeil, au domicile de sa mère à Memphis.
En 2014, Da Mafia 6ix fait une tournée avec le cercueil de Lord Infamous.
En 2021, Lord Infamous apparaît à titre posthume sur le titre Take It de Juicy J.

## Style
Pour RapReviews, Lord Infamous est l'un des meilleurs paroliers au sein de Three 6 Mafia. Il a un style lyrique horrorcore. Il a pour thème de prédilection le satanisme et est ainsi l'un des artisans de l'imagerie sataniste de Three 6 Mafia,. Il a également pour thèmes récurrents la mort, la violence et l'occultisme. En ce qui concerne ses performances vocales, Stereogum note une versatilité allant du chantonnement perturbant au rap rapide en double temps.
Roni Sarig observe une évolution de son style entre les albums Mystic Stylez et Chapter 2: World Domination de Three 6 Mafia. Selon Sarig, sur Mystic Stylez, les paroles de Lord Infamous sont plus choquantes et perverses et embrassent plus volontairement le Diable, tandis que sur Chapter 2: World Domination, Lord Infamous reprend toujours le thème du satanisme, par exemple en rappant qu'il a vendu son âme au Diable, mais en ajoutant une dimension critique à ce sujet. Roni Sarig compare les paroles de Lord Infamous à la poésie gothique d'Edgar Allan Poe et aux Contes de la crypte.

## Influence
D'après Stereogum, il est une influence pour le rappeur SpaceGhostPurrp.

## Affaire judiciaire
En 2006, il est incarcéré pour possession illégale d'arme à feu.